# Miltonia cogniauxiae
Miltonia cogniauxiae là một loài thực vật có hoa trong họ Lan. Loài này được Peeters ex Cogn. & Gooss. mô tả khoa học đầu tiên năm 1900.